# Гончаров, Пётр Григорьевич
Пётр Григо́рьевич Гончаро́в (укр. Петро Григорович Гончаров, 18 октября 1888, Киев — 20 мая 1970, Киев) — советский композитор и хормейстер Государственной заслуженной академической капеллы Украины «Думка».

## Биография
Родился в 1888 году.
Учился в Петербургском музыкальном училище по классу кларнета. Брал уроки у Рейнгольда Глиэра. В 1921 году потерял зрение.
Писал церковную музыку. Был регентом Владимирского собора в Киеве. Затем, после присоединения Западной Украины, был направлен во Львов и возглавил в 1940 году хоровую капеллу «Трембита». С началом Великой Отечественной войны вернулся в Киев, вновь заняв место регента в кафедральном соборе. Оккупационными властями Киева был награждён железным крестом.
Был главным хормейстером Киевской оперы. Гончаров основал и 25 лет руководил заслуженной самодеятельной хоровой капеллой железнодорожников за что был удостоен звания «Почётный железнодорожник».
Умер в Киеве 20 мая 1970 года. Похоронен на Байковом кладбище.